# Apaxco
Apaxco er en kommune og by i delstaten Edomex i Mexico. Og indbyggertallet fra 2005 var på 28.000.

## Byer i Tequixquiac
- Apaxco de Ocampo
- Pérez de Galeana
- Coyotillos